# Където пеят раците
 Тази статия е за романа.  За филма вижте Където пеят раците (филм).  
Където пеят раците е роман от 2018 г. на американската писателка Дилия Оуенс. Историята следва две времеви линии, които постепенно се преплитат. Първата времева линия описва живота и приключенията на младо момиче на име Kая, докато расте изолирано в блатата на Северна Каролина. Втората времева линия следва разследване на убийството на Чейс Андрюс, местна знаменитост от Баркли Коув, измислен крайбрежен град в Северна Каролина.
До юли 2022, от книгата има продадени над 15 милиона копия. Има нейна филмова адаптация, излязла през юли 2022.

## Сюжет

### Част I – Мочурището
През 1952 г. шестгодишната Катрин Даниел Кларк (с прякор „Kая“) гледа как майка ѝ изоставя нея и семейството ѝ заради жестоко малтретиране от съпруга ѝ, бащата на Kая. Докато Кая напразно чака завръщането на майка си, по-големите ѝ братя и сестри, Миси, Мърф, Манди и Джоди, също си тръгват, заради пиенето и физическото насилие на баща им.
Сама с баща си, който временно спира да пие, Кая се научава да лови риба. Баща ѝ ѝ дава раницата си, за да съхранява колекциите си от миди и пера. Неграмотната Кая рисува тези черупки и пера, както и съществата от мочурището и бреговете, с акварели, оставени от майка ѝ.
Един ден Кая намира писмо в пощенската кутия. Баща ѝ грабва писмото от ръцете ѝ, докато тя бяга от пощенската кутия, пищейки от радост, че най-накрая са получили писмо от майка ѝ. След като прочита писмото, той се вбесява и го изгаря заедно с повечето от гардероба и платната на майка ѝ. Той отново започва да пие и предприема дълги, чести пътувания, за да играе хазарт. В крайна сметка той изобщо не се връща и Kая приема, че е мъртъв, което го прави последният от семейството, който я оставя сама в мочурището. Без пари и семейство, тя оцелява чрез градинарство и търговия с пресни миди и пушена риба за пари и газ от Джъмпин, чернокож мъж, който притежава бензиностанция на пристана за лодки. Джъмпин и съпругата му Мейбъл стават приятели за цял живот на Кая, и Мейбъл събира дарени дрехи за нея.
Докато Kая расте, тя се сблъсква с предразсъдъци от жителите на Баркли Коув, Северна Каролина, които я наричат „Момичето от мочурището“. Учениците ѝ се присмиват в единствения ден, когато ходи на училище, а съпругата на пастора я нарича „гадна“ и „мръсна“. Въпреки това тя се сприятелява с Тейт Уокър, стар приятел на брат ѝ Джоди, който понякога лови риба в блатото. Когато един ден Кая се загубва, Тейт я отвежда до дома с лодката си. Години по-късно той ѝ оставя пера от редки птици, след което я учи да чете и пише. Двамата започват романтична връзка, докато Тейт не заминава да следва в колежа на Университета на Северна Каролина в Чапъл Хил. Той обещава да се върне, но по-късно осъзнава, че Кая не може да живее в неговия по-цивилизован свят, защото е дива и независима, и я напуска, без да каже сбогом.

### Част II – Блатото
През 1965 г. Kая вече е на 19 години. Чейс Андрюс, звездният куортърбек и плейбой на Баркли Коув, я кани на пикник, по време на който се опитва да прави секс с нея. По-късно той се извинява, но двамата започват романтична връзка. Той ѝ показва изоставена противопожарна кула и тя му дава огърлица, направена от черупка, която той е намерил по време на пикника им, нанизана на връв от сурова кожа. Въпреки подозренията си, тя вярва на обещанията на Чейс за брак и консумира връзката им в евтина мотелска стая в Ашвил, Северна Каролина. Един ден тя напуска магазина за хранителни стоки и се сблъсква с Чейс и неговата годеница и разбира, че обещанията му за брак са били измама за да правят секс. Тогава тя прекратява връзката им.
Тейт, вече е завършил колеж, посещава Кая и се опитва да се извини, че я е напуснал и ѝ признава любовта си. Все още наранена от предателството му, тя го отхвърля. Въпреки това тя го допуска да влезе в бараката си и той е впечатлен от огромната ѝ колекция от миди. Той я кара да издаде справочник за раковините и тя го прави, както и такъв и за морските птици. С допълнителните пари тя ремонтира дома си. Същата година Джоди, който е в армията, също се връща в живота на Кая, изразявайки съжаление, че я е оставил сама и съобщава новината, че майка им е страдала от психично заболяване и е починала от левкемия преди две години. Kая прощава на майка си, че си е тръгнала, но все още не може да разбере защо никога не се е върнала. След като съветва Kая да даде втори шанс на Тейт, Джоди си тръгва за Джорджия, оставяйки на Kая бележка с телефоненния номер и адрес си.
След известно време, докато си почива в един залив, Kая се изправя срещу Чейс. След като възниква спор, Чейс напада Кая, бие я и се опитва да я изнасили. Тя го отблъсква и шумно го заплашва, че ще го убие, ако не я остави на мира. Свидетели на срещата са двама рибари наблизо. Обратно в бараката си, Кая се страхува, че докладването за нападението ще бъде напразно, тъй като градът ще я обвини, че е „лека“. Следващата седмица тя вижда Чейс да се приближава с лодката си до бараката ѝ, и се крие, докато той не си тръгва. Спомняйки си малтретирането на баща си, Кая се страхува от отмъщение от Чейс, знаейки, че „такива мъже трябва да получат смъртоносен удар“.
Kая получава шанс да се срещне с издателя си в Грийнвил, Северна Каролина, и взима автобуса за там. След като се прибира у дома на следващия ден, някакви момчета намират Чейс мъртъв под пожарната кула. Шерифът Ед Джаксън смята, че това е убийство, тъй като около кулата няма следи или пръстови отпечатъци, включително и на Чейс. Ед говори с информатори и получава противоречиви показания. Той научава, че огърлицата от черупки, която Кая е дала на Чейс, е липсвала, когато тялото му е намерено, въпреки че я е носел в нощта, в която е починал. Kая е видяна да напуска Баркли Коув преди убийството, а след това да се връща в деня след смъртта на Чейс. Имало е и червени вълнени влакна върху якето на Чейс, които са принадлежали на шапка, която Тейт е дал по-рано на Кая. Убеден, че тя е виновникът за убийството на Чейс, Ед арестува Кая близо до кея на Джъмпин, обвинява я в убийство първа степен и я хвърля в затвора без гаранция за два месеца.
На процеса срещу Kая през 1970 г. се предоставят само противоречиви и косвени доказателства. Адвокатът на Kая, Том Милтън, развенчава аргументите на прокурора, тъй като няма доказателства, че Kая е била на пожарната кула в нощта на смъртта на Чейс. Съдебните заседатели я обявяват за невинна. Тя се завръща у дома и се помирява с Тейт. Живеят заедно в нейната колиба, докато тя не умира мирно в лодката си на 64-годишна възраст. По-късно, докато търси завещанието и други документи на Kая, Тейт намира скрита кутия с някои от старите ѝ вещи и разбира, че Kая е писала стихове под името на Аманда Хамилтън, поетесата, често цитирана в книгата. Той също намира стихотворение, което практически описва убийството на Чейс, очевидно написано от гледната точка на убиеца. След това намира под стиховете огърлицата от черупки, която Чейс е носел до нощта, в която е умрял. Има ясен намек, че Кая е убила Чейс. След това Тейт изгаря връвта от сурова кожа и пуска черупката на плажа, избирайки да скрие тайната на Кая завинаги.

## Етология
Етологията, наука за изучаване поведението на животните, е тема, която се разглежда в книгата. Kая чете за етологията, включително статия, озаглавена „Sneaky Fuckers“, където научава за женските светулки, които използват своя кодиран мигащ светлинен сигнал, за да примамят мъжки от друг вид към смъртта им, и за женските богомолки, които примамват мъжки партньори и започват изяждане на главата и гръдния кош на партньора, докато коремът им все още се съвкуплява с нея.
| „ | Женските светулки привличат мъжки от други видове с измамни светлинни сигнали и ги изяждат. Женските богомолки поглъщат мъжките си. Кая си помисли, че женските насекоми знаят най-добре как да се справят с любовниците си.:с. 274 | “ |

## Значение на заглавието
Crawdad е американска жаргонна дума за раци : тези ракообразни не могат да пеят, но когато майката на Kая я насърчава да изследва мочурището, тя често ѝ казва: „Отиди колкото можеш по-далече – далеч натам, където пеят раците.“ Когато Тейт също използва фразата, тя го пита за значението и той отговоря: „Просто означава далеч в храстите, където животните са диви, и все още се държат като животни.“ Делия Оуенс е вдъхновена да използва фразата, защото собствената ѝ майка я е използвала, когато авторката е била дете.

## Посрещане на книгата
Книгата е избрана за Hello Sunshine Book Club на Рийз Уидърспуун през септември 2018 г. и за най-добрите книги на Barnes &amp; Noble за 2018 г.
До декември 2019 г. книгата е продадена в над 4,5 милиона копия и има продадени повече печатни копия през 2019 г. от всяко друго заглавие за възрастни, художествена или нехудожествена литература. Освен това става номер 1 за 2019 г. в списъка на Amazon.com за най-продавани книги в областта на художествената литература. Той оглавява The New York Times. Бестселъри на фантастика за 2019 г. и <i id="mwYg">The New York Times</i> Бестселъри на фантастика за 2020 г.
В края на декември 2020 г. The New York Times я посочва като №6 бестселър с твърди корици през тази година. През 2022 г. Publishers Weekly я класира като 14-та най-продавана книга за 2021 г. с продажби от 625 599 копия,, и към края на февруари 2022 г. книгата вече е прекарала 150 седмици в списъка на бестселърите. През април 2022 г. има информация, че от книгата са продадени 12 милиона копия. До юли 2022 г. книгата е продадена в над 15 милиона копия, което я прави една от най-продаваните книги на всички времена.
Тъй като „ crawdad “ е регионален термин, това предизвика нарастване на онлайн запитванията за значението на думата.

## Полемика
Твърди се, че аспекти от живота на Кая и изборът на разказ в романа, включително отношението му към неговите чернокожи герои, напомнят времето на Оуенс в Замбия, където тя, тогавашният ѝ съпруг и неговият син все още се издирват за да бъдат разпитани във връзка с убийството на бракониер, заснето на филм в репортаж от 1996 г. на ABC News . Оуенс не е заподозряна, но се смята за потенциален свидетел.

## Филмова адаптация
Sony Pictures Releasing купува филмовите права за книгата, а продуцент е продуцентската компания на Рийз Уидърспуун Hello Sunshine, като Уидърспуун и Лорън Нойстадтър, са копродуценти. Луси Алибар адаптира книгата във филмов сценарий. Дейзи Едгар-Джоунс играе Kая, с Тейлър Джон Смит и Харис Дикинсън в ролите на Тейт Уокър и Чейс Андрюс, съответно. Заснемането на филма е от средата на април до средата/края на юни 2021 г. в и около Ню Орлиънс и Хоума, Луизиана. На 5 юли 2021 г. Cosmopolitan съобщава, че снимките са приключили. Филмът излиза на 15 юли 2022 г. Албумът със саундтрака е на канадския композитор Майкъл Дана, освен това Тейлър Суифт е композира специална песен, „ Каролина “, към саундтрака на филма.

## Допълнителна информация
- Stasio, Marilyn. From a Marsh to a Mountain, Crime Fiction Heads Outdoors //  The New York Times.   2018-08-17. Посетен на 2019-04-05.